# Brett Kavanaugh
Brett Michael Kavanaugh (Washington, 12 febbraio 1965) è un giurista e avvocato statunitense, dal 2018 Giudice Associato della Corte Suprema degli Stati Uniti.

## Biografia[1][2]
Brett Kavanaugh frequenta l'Università di Yale dal 1983 al 1990. Nel 1987 si laurea in storia cum laude, ottenendo il Bachelor of Arts. Tre anni dopo, nel 1990, consegue la laurea in Legge (Juris Doctor).
Al termine dell'università occupa diverse posizioni come assistente legale (law clerk). Dapprima, dal 1990 al 1991, al servizio del Giudice Walter King Stapleton della Corte d'Appello per il Terzo Circuito. Successivamente, dal 1991 al 1992, per il Giudice Alex Kozinski della Corte d'Appello per il Nono Circuito e, dal 1993 al 1994, per il Giudice Associato della Corte Suprema Anthony Kennedy (a cui poi succederà 25 anni dopo). Dal 1992 al 1993, inoltre, Kavanaugh intraprende un percorso di fellowship con l'Avvocato Generale degli Stati Uniti Ken Starr.
Al termine dell'esperienza da assistente legale per il Giudice Kennedy, Kavanaugh torna a lavorare con Ken Starr dove si occupa anche di redigere il report relativo allo scandalo Clinton-Lewinsky. 
Nel 1997-1998 e dal 1999 al 2003 Kavanaugh lavora privatamente come avvocato da Kirkland&Ellis.
Dal 2000 Kavanaugh entra a far parte del team legale del candidato repubblicano alla presidenza George W. Bush. Dopo la vittoria di quest'ultimo alle Elezioni presidenziali del 2000, Kavanaugh entra nell'Ufficio legale della Casa Bianca nel 2001.
Nel 2003 il Presidente Bush lo nomina suo consigliere e Segretario dello Staff della Casa Bianca.
Nel 2006 Kavanaugh viene nominato dal Presidente Bush come Giudice della Corte d'Appello degli Stati Uniti per il Circuito del Distretto di Columbia. Ricoprirà questo ruolo per 12 anni, fino alla nomina alla Corte Suprema avanzata nel 2018 dal Presidente Donald Trump.
La nomina a Giudice Associato della Corte Suprema viene approvata dal Senato degli Stati Uniti con 50 voti favorevoli, tutti di esponenti repubblicani, e 48 contrari. Il successivo 6 ottobre Kavanaugh inizia il suo mandato nel più importante Tribunale statunitense.

## Mandato alla Corte Suprema
Il 15 giugno 2020 Kavanaugh ha votato insieme ad altri due Giudici conservatori della Corte Suprema, Samuel Alito e Clarence Thomas, contro l'estensione delle protezioni legali contro le discriminazioni previste dal Civil Rights Act del 1964 alle persone gay e trans.
Il 24 giugno 2022 la Corte Suprema ha ribaltato a maggioranza (cinque giudici contro quattro, con Kavanaugh a favore) la sentenza Roe contro Wade che ha garantito, per quasi cinquant'anni, il diritto all'aborto a livello federale.